# オシログラフ
オシログラフとは、電気信号の波形を観測する装置、測定器である。
一般的には、オシロスコープ（ブラウン管（陰極線管）オシログラフ）、電磁オシログラフなどがある。
電磁オシログラフは、長い周期の波形を紙に記録する装置であり、オシロスコープは短い周期の波形を観測、記録することに適している。

## 種類
- 電磁オシログラフ
- 静電オシログラフ[1]
- インキ書きオシログラフ[2][3]
- 多素子オシログラフ
- オシロスコープ（ブラウン管オシログラフ）
- 円筒オシログラフ